# Józef Mularczyk (malarz)
Józef Mularczyk (ur. 14 lipca 1916 w Witkowicach na Morawach, zm. 29 maja 2009 w Bochni) – polski malarz. 
Ukończył Gimnazjum im. Kazimierza Brodzińskiego w Tarnowie, następnie studiował na Wydziale Malarstwa Akademii Sztuk Pięknych w Krakowie w pracowniach Władysława Jarockiego i Fryderyka Pautscha. Jeszcze w czasach gimnazjalnych wraz ze szkolnym kolegą Tadeuszem Kantorem wykonywał dekoracje teatralne. Pierwsze swoje prace poświęcił pejzażom rejonów Huculszczyzny. W czasie studiów związał się z grupą twórczą Bractwo Zielonej Szpilki, wraz z którą brał udział w licznych wystawach zbiorowych.
Po zakończeniu II wojny światowej osiadł w Lęborku, gdzie pracował jako animator życia kulturalnego, a potem jako powiatowy referent kultury i sztuki przy pełnomocniku RP w Lęborku. Opiekował się lęborskim muzeum dbając eksponaty oraz ratując zabytki kultury pomorskiej. Założył i przez trzy lata kierował szkołą muzyczną w Lęborku.
W 1955 roku zamieszkał w Zakopanem, gdzie przez wiele lat był nauczycielem w Państwowym Technikum Sztuk Plastycznych oraz Liceum Ogólnokształcącym. Związał się z ówczesnym tamtejszym środowiskiem plastycznym, biorąc udział w wystawach zbiorowych. im. Modrzejewskiej, wykonując wraz ze swoimi wychowankami dekoracje teatralne. Tatry go urzekły i zafascynowały, odcisnęły piętno na całej jego twórczości. Tatrzańskim krajobrazom poświęcił swój talent malarski; malował wędrując ze sztalugami po podhalańskich szlakach. 
W roku 1974 przeniósł się do Bochni. Tutaj do swoich obrazów upodobał sobie widoki na puszczę Niepołomską, dolinę Nadwiślańską i Pogórze. Jego prace gościły na licznych wystawach oraz znajdują się w wielu prywatnych zbiorach i kolekcjach.	

## Wybór wystaw
- Wystawa zbiorowa okręgu ZPAP - Zakopane 1959
- Wystawa Jubileuszowa z okazji 70-lecia Okręgu Związku Plastyków, Zakopane 1970
- Powiatowy Dom Kultury, Bochnia 1969 – wystawa malarstwa
- Muzeum im. Prof. Stanisława Fischera, Bochnia -  wystawa z okazji 60-lecia pracy twórczej
- Towarzystwo Sztuk Pięknych,  Kraków 1987 -  wystawa malarstwa
- Powiatowa i Miejska Biblioteka Publiczna, Bochnia 1992 – wystawa ,,Kobieta i kwiat” oraz ,,Ludzie skalnego Podhala”
- Powiatowa i Miejska Biblioteka Publiczna, Bochnia 1993- wystawa ,,Od Bałtyku do Tatr”
- Powiatowa i Miejska Biblioteka Publiczna, Bochnia 1996 – wystawa ,,W różnych konwencjach”
- Powiatowa i Miejska Biblioteka Publiczna, Bochnia 1997 – wystawa ,,Tatrzańskie uroczyska”
- Galeria Sztuki w Willi ,,Orla”, Zakopane 2006 – wystawa ,,Malarz Tatr”, z okazji 90 urodzin artysty
- Willa Koliba, Zakopane 2007 – wystawa malarstwa
- Galeria Sztuki w Willi ,,Orla”, Zakopane 2008 – wystawa malarstwa
- Od 1 lipca do 1 sierpnia 2010 r. wystawa malarstwa w Pałacu Sztuki Towarzystwa Przyjaciół Sztuk Pięknych w Krakowie